# Heinrich Steinweg
Heinrich Engelhard Steinweg (Wolfshagen im Harz, Alemania, 17 de febrero de 1797 – Nueva York, Estados Unidos, 7 de febrero de 1871), conocido como Heinrich Steinweg, Henry E. Steinway o Henry Steinway, fue un fabricante de pianos alemán y fundador de la compañía Grotrian-Steinweg en 1835 (más tarde conocido como Henry Steinway después de emigrar a Estados Unidos, donde fundó Steinway & Sons). 

## Biografía
Heinrich Engelhard Steinweg nació el 17 de febrero de 1797 en Wolfshagen im Harz (Alemania). Tuvo una infancia dura porque cuando tenía 15 años sus padres y hermanos ya habían muerto por una tragedia, ya que una tarde los sorprendió una tormenta eléctrica y un rayo los alcanzó,sólo sobrevivió Heinrich. Con esa edad comenzó a trabajar como carpintero y más tarde se convirtió en aprendiz de constructor de órganos en la ciudad de Goslar. Se convirtió en intérprete de órgano en la iglesia, pero debido a las fuertes normas de la clase obrera comenzó la construcción de instrumentos oculto en la cocina de su casa. 
Luchó en la batalla de Waterloo (1815). En 1835 abrió su negocio de pianos en Brunswick y fabricó el primer piano rectangular, que presentó a su novia Juliane el día de su boda. En 1836 fabricó su primer piano de cola en la cocina de su casa en la ciudad de Seesen. Este piano fue llamado más tarde el "piano cocina" y ahora se exhibe en el Museo Metropolitano de Arte.
Debido al inestable clima político en Alemania, Steinweg decidió abandonar el país y emigró de Braunschweig a la ciudad de Nueva York en 1851 con cuatro de sus hijos, pero antes de irse le cedió la empresa a su hijo, Theodor Steinweg. Una vez en Nueva York, anglicanizó su nombre a Henry E. Steinway, y él y sus hijos trabajaron para otras empresas de piano hasta que pudieron establecer su propia compañía bajo el nombre de Steinway & Sons en 1853. La empresa se expandió con las invenciones que habían desarrollado. 
Steinway murió en Nueva York el 7 de febrero de 1871, a los 74 años de edad.